# Moussa Pokong
Étienne Moussa Pokong est un footballeur camerounais né le 13 août 1987 à Garoua. Il joue au poste d'attaquant.

## Biographie
En octobre 2007, il est appelé en équipe nationale olympique, en remplacement de Stéphane Mbia, blessé, afin de disputer un match contre le Maroc.

## Carrière
- 2003-2005 : Foudre Sportive d'Akonolinga ( Cameroun)
- 2006-2009 : Club africain ( Tunisie)
- 2009-2010 : Al Khor ( Qatar)
- 2010-2012 : Al Mesaimeer ( Qatar)
- 2012 : Iraklis Psachna ( Grèce)

## Palmarès
- Champion de Tunisie en 2008 avec le Club africain